# Sōshoku Danshi
Mit Sōshoku(kei) Danshi (jap. 草食(系)男子, dt. „Grasfresser“) und Nikushoku(kei) Joshi (肉食(系)女子, dt. „Fleischfresserin“) wird seit der Mitte der 2000er Jahre eine Entwicklung im Geschlechterverhältnis in der japanischen Gesellschaft charakterisiert.
Der Begriff sōshoku danshi (engl.: Herbivore men) wurde 2006 von der Kolumnistin Maki Fukasawa geschaffen für Männer, die kein oder nur wenig Interesse an Sex – im Japanischen auch als „fleischliche Beziehung“ (肉交, nikukō) bezeichnet – zeigen, und nikushoku joshi entsprechend als Gegenstück. Die Begriffe folgen einer Analogie aus dem Tierreich, in dem Pflanzenfresser allgemein als passiv und Fleischfresser als aktiv und aggressiv gelten.
Mit Pflanzenfresser-Mann werden vor allem jüngere Männer bezeichnet, die zwar in Karriere und Beruf erfolgreich und zielstrebig sind, aber in Bezug auf Liebe und Sexualität wenig Erfolg haben bzw. wenig Energie darauf verwenden, ein ausgefülltes Liebesleben zu haben. Umgekehrt sind Fleischfresser-Frauen jene, die selbst die Initiative ergreifen, um für sich passende Liebespartner zu finden. Damit wird ein der klassischen Rollenverteilung in Japan entgegenlaufender Trend beschrieben. Traditionell steht einem sexuell aktiven Mann die zwar selbstbewusste, aber sexuell dem Mann untergeordnete Figur der Yamato Nadeshiko gegenüber.
Der Topos des Pflanzenfresser-Mannes kam zunächst in den Medien auf, aber ist mittlerweile in den allgemeinen Sprachgebrauch aufgenommen worden. In einer Umfrage einer Partnervermittlung beschrieben sich 74 % der befragten Männer als ganz oder überwiegend vom Pflanzenfresser-Typus. Eine Umfrage aus dem Jahr 2010 ergab, dass über 60 % der Männer in den Zwanzigern und 70 % der Männer in den Dreißigern sich als Pflanzenfresser betrachteten. Die japanische Regierung betrachtet das Phänomen als eine mögliche Ursache für die sinkende Geburtenrate der Nation. Japan gilt ähnlich wie in Deutschland als Land mit einer niedrigen Geburtenrate.
Dieser Trend spiegelt den relativ hohen Druck wider, dem gerade jüngere japanische Arbeitnehmer ausgesetzt sind. Einerseits lässt der Karrieredruck mit unzähligen Überstunden und dem Zwang, mehrmals in der Woche auch den Abend mit den Kollegen zu verbringen, wenig Zeit für andere Aktivitäten. Zumal halte die Gesellschaft bis heute am Modell fest, der Mann müsse der Ernährer der Familie sein und die Frau solle mit der ersten Schwangerschaft ihre Stelle aufgeben.
Auf der anderen Seite ist das männliche Sexualverhalten in Japan relativ stark polarisiert. Einer großen Gruppe Männer mit einem aktiv-aggressiven, aber auch zeitaufwändigen promisken Lebensstil, der sich in vielen bis ins Ausland bekannten Institutionen und Riten widerspiegelt (Love Hotel, Nampa, Gōkon, Enjokōsai) steht die große Gruppe der Otakus gegenüber, die sich von der Außenwelt abnabeln, zwischenmenschliche Kontakte vermeiden und Sexualität fast nur über Medien erfahren.